# Килминстер, Эдит
Эдит Килминстер (англ. Edith Kilminster; 1879, Мэнли, Новый Южный Уэльс — 15 августа 1958) — австралийская пианистка.

## Биография
Родилась в курортном городке в семье хозяина гостиницы. Училась у Анри Ковальски, затем, получив стипендию Австралийской музыкальной ассоциации, отправилась для продолжения образования в Европу, где занималась, в частности, у Карла Клиндворта.
Наиболее известна как первая в Австралии исполнительница (1913) и многолетняя пропагандистка фортепианного концерта Джорджа Фредерика Бойла.